# Рівняння Редліха — Квонга
Рівняння Редліха — Квонга — двопараметричне рівняння стану реального газу, отримане О. Редліхом (англ. O. Redlich) та Дж. Квонгом (англ. J. N. S. Kwong) у 1949 році як покращення рівняння Ван дер Ваальса. Це рівняння не спирається на природничі закони та фізичні обґрунтування, а є по суті вдалою емпіричною модифікацією відомих раніше рівнянь.
Рівняння має вигляд:
{\displaystyle p={\frac {RT}{V-b}}-{\frac {a}{T^{0{,}5}V(V+b)}},}
де p — тиск; T — абсолютна температура; V — молярний об'єм; R=8,31441 ± 0,00026 Дж/(моль·К) — універсальна газова стала; a і b — деякі константи, що залежать від конкретної речовини.
З умов рівноваги термодинамічної системи в критичній точці
{\displaystyle \left({\frac {dT}{dV}}\right)_{T_{c}}=0} і {\displaystyle \left({\frac {d^{2}T}{dV^{2}}}\right)_{T_{c}}=0}
де {\displaystyle T_{c}} — критична температура, можна отримати:
{\displaystyle a={\frac {1}{9\cdot ({\sqrt[{3}]{2}}-1)}}{\frac {R^{2}T_{c}^{2{,}5}}{p_{c}}}\approx {\frac {0{,}42748R^{2}T_{c}^{2{,}5}}{p_{c}}},}
{\displaystyle b={\frac {{\sqrt[{3}]{2}}-1}{3}}{\frac {RT_{c}}{p_{c}}}\approx {\frac {0{,}08664RT_{c}}{p_{c}}},}
де {\displaystyle p_{c}} — критичний тиск.
Заслуговує на увагу вирішення рівняння Редліха — Квонга відносно коефіцієнт стисливості {\displaystyle Z={\frac {pV}{RT}}}. У цьому випадку отримаємо кубічне рівняння:
{\displaystyle Z^{3}-Z^{2}+(A-B^{2}+B)Z-AB=0,}
де {\displaystyle A={\frac {a\cdot p}{R^{2}T^{2{,}5}}},\;B={\frac {b\cdot p}{RT}}}.
Рівняння Редліха — Квонга може застосовуватись, якщо виконується умова {\displaystyle {\frac {p}{p_{c}}}<0{,}5{\frac {T}{T_{c}}}}.
Після 1949 року було отримано декілька узагальнень і модифікацій рівняння Редліха — Квонга (модифікація Грея — Рента — Зудкевича, рівняння Редліха — Квонга — Соаве, модифікація Барне — Кінга та ін.), однак як показали А. Бьерре (A. Bjerre) и Т. Бак (T. A. Bak) оригінальне рівняння точніше описує поведінку реальних газів.